# Peter Broeker
Peter Broeker (15 de maio de 1929 – 4 de novembro de 1980) foi um automobilista canadense.
Broeker participou apenas do GP dos Estados Unidos de 1963 de Fórmula 1, terminando na 7ª posição.